# 田中理恵 1st Live 2003 「Live de Rie」
『田中理恵 1st Live 2003 「Live de Rie」』（たなかりえ・ファースト・ライブ・にせんさん・ライブ・ド・リエ）は、日本の女性声優・田中理恵が2003年9月13日に東京・草月ホールにて開催された初の単発ライブである。

## 概要
- 自身初の単独ライブである。9月13日から9月14日にかけて行われ、各日とも昼と夜２回公演で行われた[2]。ミニアルバム『Chara de Rie』の発売直後に開催され、披露した曲のほとんどがソロアルバム『24 wishes』収録曲となったが、キャラクターソングも披露した。
- コンサートが映像化されなかった。

## 曲目
1. Overture
2. I hear you everywhere
3. Happy-go-lucky
4. アイスティー
5. 銀色の雨
6. 静かな夜に
朗読：「だれもいない町」
7. ニンギョヒメ
8. キャラクターソングメドレー
  - 侍女部隊隊歌
  - かたことの恋
  - そしれ世界は今日も始まる
  - Real
  - 知らない空
  - 瞳のトンネル
  - それぞれのOne way
  - Raison d'être
  - Let Me Be With You
  - waku waku MAX
9. ただいま
10. MOTHER MOON
11. 水の証
12. 24 wishes
アンコール
13. JUDY
14. 永遠の親友